# Kanara
Kanara [ka'nara] (Canara) är ett kustlandskap i Karnataka i södra Indien, vid Malabarkusten mellan 13° 52' och 15° 31' nordlig bredd, i allmänhet ansett som en del av Konkanregionen. Två av de större städerna är Karwar och Mangaluru. 
Kusten är flack med laguner, i vilka flera floder utmynnar. Bakom den höjer sig landet raskt till Ghatsbergen. Huvudprodukter är ris, bomull, trä, kokosnötter, kryddor och kaffe. Invånarna är till största delen hinduer. Det vanligaste språket är tulu.